# タリフェア郡 (ジョージア州)
タリフェア郡（タリフェアぐん、トリヴァー郡、英: Taliaferro County、[ˈtɒlɪvər]）は、アメリカ合衆国ジョージア州の北東部に位置する郡である。2010年国勢調査での人口は1,717人であり、2000年の2,077人から17.3%減少した。ジョージア州のみならず、ミシシッピ川以東では最も人口が少ない郡である。郡庁所在地はクロウフォードビル市（人口534人）であり、同郡で人口最大の都市でもある。

## 歴史
タリフェア郡は1825年12月24日に、ミレッジビルに集まったジョージア州議会の法により設立された。郡域はウィルクス郡、グリーン郡、ハンコック郡、オグルソープ郡、ウォーレン郡からそれぞれ一部が取られた。
郡名はアメリカ独立戦争の士官だったバージニア州出身のベンジャミン・タリフェア大佐に因んで名付けられた。
タリフェア郡は、アレクサンダー・スティーヴンズの生誕地であり、家があったことで知られている。スティーヴンズは南北戦争前にジョージア州選出アメリカ合衆国下院議員を務めた後、アメリカ連合国では副大統領となり、南北戦争後ではその死の時までジョージア州知事を務めた。クロウフォードビルにあるその家の近くにはその名前を採った州立公園がある。

## 地理
アメリカ合衆国国勢調査局に拠れば、郡域全面積は195.47平方マイル (506.3km2)であり、このうち陸地195.39平方マイル (506.1km2)、水域は0.08平方マイル (0.21 km2)で水域率は0.04%である。

### 主要高規格道路

#### 州間高速道路
- 州間高速道路20号線

#### アメリカ国道
- アメリカ国道278号線

#### ジョージア州道
- ジョージア州道12号線
- ジョージア州道22号線
- ジョージア州道44号線
- ジョージア州道47号線
- ジョージア州道402号線

### 隣接する郡
- ウィルクス郡 - 北
- オグルソープ郡 - 北
- ウォーレン郡 - 南東
- ハンコック郡 - 南
- グリーン郡 - 西

## 人口動態
以下は2000年の国勢調査による人口統計データである。
| 基礎データ - 人口: 2,077人 - 世帯数: 870 世帯 - 家族数: 559 家族 - 人口密度: 4人/km2（11人/mi2） - 住居数: 1,085軒 - 住居密度: 2軒/km2（6軒/mi2） 人種別人口構成 - 白人: 38.18% - アフリカン・アメリカン: 60.33% - ネイティブ・アメリカン: 0.05% - アジア人: 0.05% - その他の人種: 0.67% - 混血: 0.72% - ヒスパニック・ラテン系: 0.91% | 年齢別人口構成 - 18歳未満: 24.1% - 18-24歳: 7.6% - 25-44歳: 24.6% - 45-64歳: 24.8% - 65歳以上: 18.9% - 年齢の中央値: 40歳 - 性比（女性100人あたり男性の人口） - 総人口: 93.2 - 18歳以上: 87.3 世帯と家族（対世帯数） - 18歳未満の子供がいる: 26.8% - 結婚・同居している夫婦: 39.3% - 未婚・離婚・死別女性が世帯主: 20.0% - 非家族世帯: 35.7% - 単身世帯: 33.3% - 65歳以上の老人1人暮らし: 16.8% - 平均構成人数 - 世帯: 2.36人 - 家族: 3.00人 | 収入と家計 - 収入の中央値 - 世帯: 23,750米ドル - 家族: 27,800米ドル - 性別 - 男性: 26,380米ドル - 女性: 21,534米ドル - 人口1人あたり収入: 15,498米ドル - 貧困線以下 - 対人口: 23.4% - 対家族数: 22.3% - 18歳未満: 30.3% - 65歳以上: 23.4% |

## 都市と町
- クロウフォードビル - 郡庁所在地
- シャロン

## 大衆文化の中で
郡内でハリウッド映画が幾つか撮影された。クリスティ・マクニコルとデニス・クエイドが出演した1981年の映画『さよならジョージア』は、大半がクロウフォードビルで撮影された。デニス・ホッパーが出演した1990年の『パリス・トラウト/静かなる狂気』も主に郡内で撮影された。最近ではリース・ウィザースプーンが出演した2002年の『メラニーは行く!』がクロウフォードビルで撮影された。
タリフェア郡はジョージア州の他地域が近年経験した開発からは取り残されてきた。州全体は国内でも人口増加率が高いほうであるが、タリフェア郡は長年にわたって人口が減り続けている。州間高速道路20号線から行くことができるという事実にも拘わらず、上記のことで「過去に閉じこめられた」印象を与えている。